# Buga Huizu Xiang
Buga Huizu Xiang (kinesiska: 布嘎, 布嘎回族乡) är en socken i Kina. Den ligger i provinsen Yunnan, i den sydvästra delen av landet, omkring 260 kilometer nordost om provinshuvudstaden Kunming. Antalet invånare är 27 296. Befolkningen består av 13 332 kvinnor och 13 964 män. Barn under 15 år utgör 34 %, vuxna 15-64 år 59 %, och äldre över 65 år 6,0 %.
Genomsnittlig årsnederbörd är 1 008 millimeter. Den regnigaste månaden är juli, med i genomsnitt 228 mm nederbörd, och den torraste är december, med 7 mm nederbörd.